# 韩国—柬埔寨关系
韩国－柬埔寨關係（韓語：대한민국-캄보디아 관계）是指大韩民国与柬埔寨的双边关系。两国的正式外交关系始于1970年，期间曾经一度中断，1997年恢复邦交后，两国关系向好发展。亦于对方首都设有大使馆。部分与柬埔寨建交，但未在柬埔寨开设大使馆的国家，亦委任驻韩大使为兼任柬埔寨大使。

## 历史

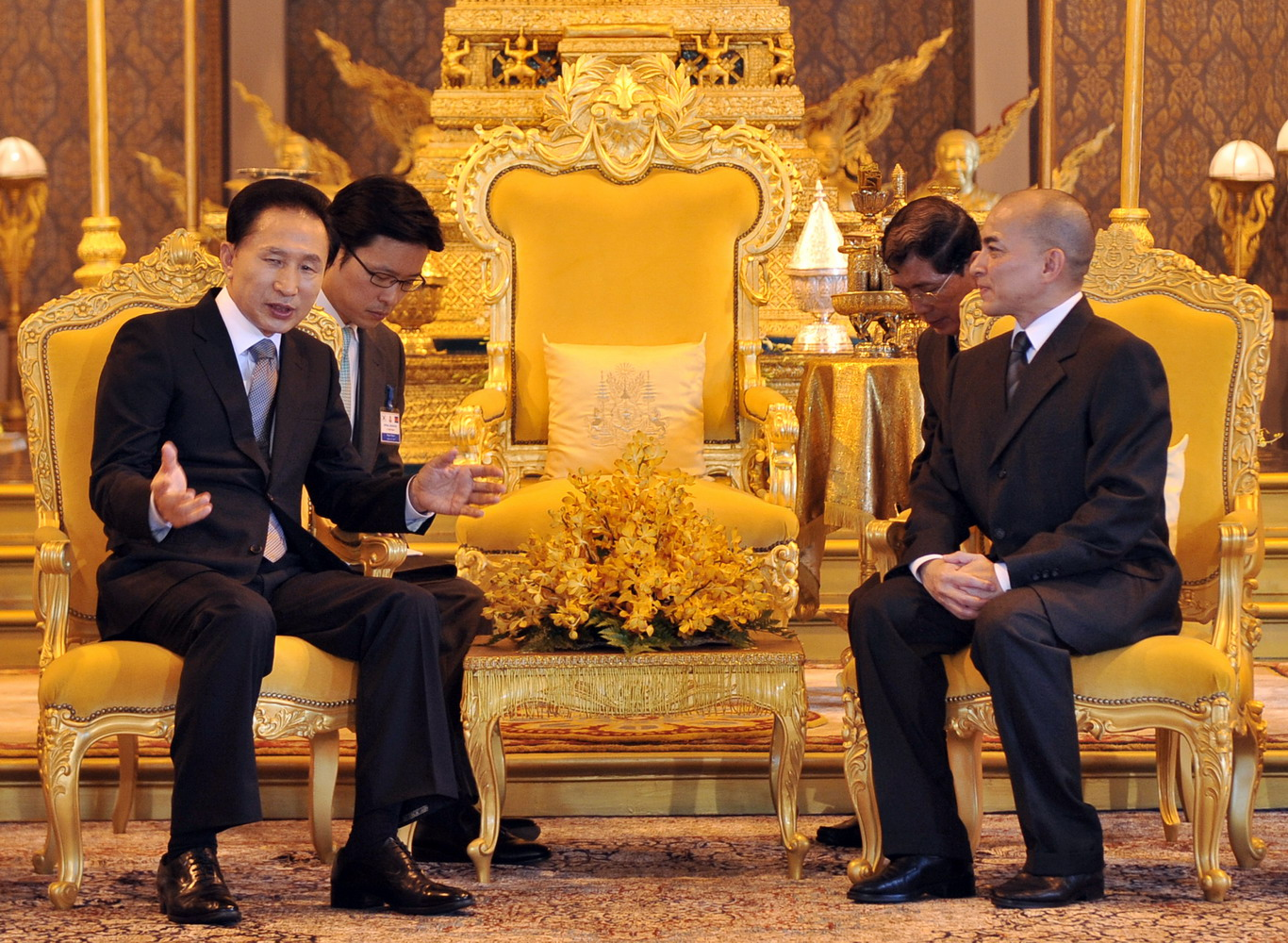
韩国总统李明博访问柬埔寨并同柬埔寨国王西哈莫尼举行会谈

在西哈努克执政初期，柬埔寨仅与北韩拥有正式外交关系。但也与大韓民國维持着一定程度的交流。1970年柬埔寨政變后，亲美反共的朗诺推翻西哈努克，出任高棉共和國總理，并于5月与意识形态相近的大韩民国建立了外交关系。而北韩则繼續支持施漢諾領導的流亡政府对抗高棉共和国。此后，因为極左翼的共產主義势力红色高棉推翻高棉共和国建立民主柬埔寨政权，两国于1975年断交。尽管西哈努克曾向北韓领导人金日成表示柬国不会与大韓民國建交，但柬、韓两国仍然于1997年10月30日恢复了外交关系。
恢复邦交后，柬埔寨与韩国关系不断增进，柬埔寨首相洪森曾四次访问韩国，而韩国总统卢武铉、李明博、文在寅也曾在任内访问柬埔寨。

## 经贸合作关系
2020年，韩、柬双边贸易总额达到8.85亿美元，其中韩国从柬埔寨进口3.18亿美元，向柬埔寨出口5.67亿美元。韩国对柬埔寨的投资额也不断增长，截止2017年，韩国对柬埔寨累积投资总额达到47亿美元。2021年，韩国与柬埔寨签订自由贸易协定。
除此之外，韩国也是柬埔寨第三大援助来源国，对柬埔寨的援助总额仅次于中国与日本。韩国政府也承诺通过继续积极支持柬埔寨排雷工作和农村设施建设，并协助柬埔寨政府加强线上教育力量、缩小城乡教育差距。

## 观光旅行
2019年，到访柬埔寨的韩国人达到25万人次，而同年亦有4万余名柬埔寨人前往韩国。韩国人经常參觀柬埔寨的著名旅遊景點吳哥窟国家公園。。两国之间也有直通航班。